# Нампороку
«Нампороку» (яп. 南方録 Нампо:року) — японский трактат, посвящённый чайной церемонии.

## История создания
Название трактата, по разным версиям исследователей, можно передать как «Записки Южного храма» или «Записки монаха Намбо», а сама работа написана в 1680-х годах. По преданию, к кораблю чайного мастера по имени Татибана Дзицудзан пристала лодка, незнакомый человек с которой показал тому книгу — первые пять свитков «Нампороку», с неё Татибана снял копию. Повествование в работе шло от имени монаха Намбо Сокэя, родственников которого Дзицудан решил отыскать. В 1690 году чайный мастер нашёл потомка монаха, у которого обнаружились ещё два свитка «Нампороку». Учёным достоверно не установлено, кто такой упоминаемый в предании Намбо Сокэй, однако обнаружилось, что монах с таким именем служил в храме Сюун-ан в городе Сакаи, родном для Сэн-но Рикю, видного мастера японской чайной церемонии, с которым Намбо, возможно контактировал.

## Содержание
Трактат состоит из семи свитков:
1. «Обоэгаки» («Записки запомненного»);
2. «Кай» («[Чайные] встречи»);
3. «Тана» («Полки»);
4. «Сёин» («Кабинетный стиль»);
5. «Дайсу» («Подставки формального стиля „дайсу“»);
6. «Сумибики» («Смывание туши»);
7. «Мэцуго» («Посмертное»).

По данным исследований, 3, 4 и 5 свитки были созданы раньше других, возможно, до 1620 года и написаны как единый блок. Свитки 2, 6 и 7 связаны похожим стилем изложения; не исключено, что они и первый свиток написаны самим Татибаной Дзицудзаном.

## Перевод
По состоянию на 2013 год перевод трактата на иностранные языки не осуществлялся.